# Кубок України з пляжного волейболу серед жінок
Кубок України з пляжного волейболу серед жінок розігрується з 1996 року під егідою Федерації волейболу України.

## Фіналісти
| Рік  | Перше місце                            | Друге місце                          |
| ---- | -------------------------------------- | ------------------------------------ |
| 1996 | Ірина Смолянець — Оксана Баденко       |                                      |
| 1997 | Наталія Пилипчак — Вікторія Поліщук    |                                      |
| 1998 | Вікторія Погоріла — Оксана Бейкун      |                                      |
| 1999 | Алла Жданова — Вікторія Поліщук        |                                      |
| 2000 | Ольга Подурян — Галина Ошейко          |                                      |
| 2001 | Світлана Бабуріна — Галина Ошейко      |                                      |
| 2003 | Ганна Пригарницька — Олена Лисенко     |                                      |
| 2004 | Світлана Бабуріна — Галина Ошейко      |                                      |
| 2005 | Світлана Бабуріна — Галина Ошейко      |                                      |
| 2006 | Наталія Шумейко — Вікторія Тарасова    |                                      |
| 2007 | Наталія Шумейко — Наталія Крайня       |                                      |
| 2008 | Наталія Шумейко — Олена Малишева       |                                      |
| 2009 | Валентина Змієвська — Марина Самодай   |                                      |
| 2010 | Поліна Фотенко — Ксенія Чекмарьова     |                                      |
| 2012 | Вікторія Растикус — Дар'я Ярзуткіна    |                                      |
| 2013 | Наталія Шумейко — Ксенія Чекмарьова    | Єлизавета Сулима — Марина Самодай    |
| 2014 | Ксенія Чекмарьова — Валентина Давідова | Дар'я Удовенко — Єлизавета Суліма    |
| 2015 | Валентина Давідова — Євгенія Щипкова   |                                      |
| 2016 | Ірина Махно — Інна Махно               | Валентина Давідова — Євгенія Щипкова |
| 2017 | Ірина Махно — Інна Махно               | Ольга Чередніченко — Анна Шумейко    |
| 2018 | Світлана Бабуріна — Галина Середа      | Марина Гладун — Діана Луніна         |
| 2019 | Марина Гладун — Діана Луніна           | Світлана Бабуріна — Інна Махно       |
| 2020 | Ірина Махно — Інна Махно               | Софія Рилова — Єва Сердюк            |
| 2021 | Валентина Давідова — Діана Луніна      | Ангеліна Хміль — Тетяна Лазаренко    |
| 2022 |                                        |                                      |
| 2023 | Валентина Давідова — Євгенія Баєва     | Софія Рилова — Інна Махно            |
| 2024 | Валентина Давідова — Ангеліна Хміль    | Софія Рилова — Інна Махно            |